# FC Hradec Králové
FC Hradec Králové, grundad 1905, är en fotbollsklubb i Hradec Králové i Tjeckien. Klubben spelar säsongen 2020/2021 i den tjeckiska andradivisionen, 2. česká fotbalová liga. Senast klubben spelade i förstadivisionen var säsongen 2016/2017.
Hradec Králové har sedan de bildades pendlat mellan de tjeckoslovakiska och tjeckiska första- och andradivisionerna. Klubben har vunnit en ligatitel, i tjeckoslovakiska ligan säsongen 1959/1960. Detta ledde till att Hradec Králové kvalificerade sig för Europacupen 1960/1961, där klubben nådde kvartsfinal. Laget blev där utslagna av spanska FC Barcelona som sedan skulle ta sig till finalen.
Klubbens andra titel vanns 1995 i tjeckiska cupen. Laget besegrade då Viktoria Žižkov i en final som avgjordes genom straffläggning, där Hradec Králové till slut vann med 3–1. Nästkommande säsong fick klubben därmed chansen till ett nytt Europaäventyr, i Cupvinnarcupen. Den här gången missade dock Hradec Králové slutspel då de blev utslagna av ryska Dynamo Moskva efter straffläggning.

## Meriter
- Tjeckoslovakiska förstaligan i fotboll (1): 1960
- Tjeckiska cupen (1): 1995